# Liste der EU-Vogelschutzgebiete in Irland

Natura 2000-Logo

Die folgende Liste enthält alle 166 Europäischen Vogelschutzgebiete nach Art. 4 (1) der Europäischen Vogelschutzrichtliniein der Republik Irland. Die Gebiete sind Bestandteil des europäischen Schutzgebietsnetzes Natura 2000. 
Die irischen Vogelschutzgebiete umfassen eine insgesamt eine Fläche von 16.943 km³, was etwa einem Viertel der Staatsfläche entspricht, wobei einige Gebiete auch Meeresflächen im Atlantischen Ozean und in der Irischen und der Keltischen See umfassen.  Mit einer mittleren Größe von 38,6 km² und einem Median von 3 km² sind die irischen Vogelschutzgebiete im europäischen Vergleich eher kleinflächig abgegrenzt. Das kleinste Gebiet ist mit 13 ha das Eirk Bog, ein Moor in der County Kerry, das größte sind mit 594,6 km² die Slieve Aughty Mountains südöstlich von Galway.

## Hinweise zu den Angaben in der Tabelle
- Gebietsname: Amtliche Bezeichnung des Schutzgebiets
- Bild/Commons: Bild und Link zu weiteren Bildern aus dem Schutzgebiet
- WDPA-ID: Link zum Schutzgebiet in der World Database on Protected Areas
- EEA-ID: Link zum Schutzgebiet in der Datenbank der European Environment Agency (EEA)
- County: County, in welcher das Vogelschutzgebiet liegt
- Fläche: Gesamtfläche des Schutzgebiets in Hektar
- Bemerkungen: Besonderheiten und Anmerkung

## Tabelle
| Gebietsname                                                        | Bild/Commons                     | WDPA-ID | EEA-ID    | County                                          | Fläche ha  | Lage | Bemerkungen |
| ------------------------------------------------------------------ | -------------------------------- | ------- | --------- | ----------------------------------------------- | ---------- | ---- | ----------- |
| Saltee Islands                                                     | The Great Saltee                 |         | IE0004002 | Wexford                                         | 870,62     | ⊙    |             |
| Puffin Island                                                      | Puffin Island                    |         | IE0004003 | Kerry                                           | 349,14     | ⊙    |             |
| Inishkea Islands                                                   | Inishkea South Island            |         | IE0004004 | Mayo                                            | 1329,76    | ⊙    |             |
| Cliffs of Moher                                                    | Cliffs of Moher                  |         | IE0004005 | Clare                                           | 873,94     | ⊙    |             |
| North Bull Island                                                  | Bull Island Nature Reserve       |         | IE0004006 | Dublin                                          | 1943,47    | ⊙    |             |
| Skellig Islands                                                    | Skellig Islands                  |         | IE0004007 | Kerry                                           | 624,08     | ⊙    |             |
| Blasket Islands                                                    | Blasket Islands                  |         | IE0004008 | Kerry                                           | 3620,37    | ⊙    |             |
| Lady's Island Lake                                                 | Lady's Island Lake               |         | IE0004009 | Wexford                                         | 478,6      | ⊙    |             |
| Drumcliff Bay                                                      | Drumcliff Bay                    |         | IE0004013 | Sligo                                           | 1842,68    | ⊙    |             |
| Rockabill                                                          | Rockabill                        |         | IE0004014 | Dublin                                          | 5227,09    | ⊙    |             |
| Rogerstown Estuary                                                 |                                  |         | IE0004015 | Dublin                                          | 645,35     | ⊙    |             |
| Baldoyle Bay                                                       | Baldoyle Estuary                 |         | IE0004016 | Dublin                                          | 262,65     | ⊙    |             |
| Mongan Bog                                                         | Mongan Bog                       |         | IE0004017 | Offaly                                          | 129,33     | ⊙    |             |
| The Raven                                                          | The Raven Nature Reserve         |         | IE0004019 | Wexford                                         | 4204,63    | ⊙    |             |
| Ballyteigue Burrow                                                 | Ballyteigue Burrow               |         | IE0004020 | Wexford                                         | 660,24     | ⊙    |             |
| Old Head of Kinsale                                                | Old Head of Kinsale Cliffs       |         | IE0004021 | Cork                                            | 53,63      | ⊙    |             |
| Ballycotton Bay                                                    |                                  |         | IE0004022 | Cork                                            | 281,22     | ⊙    |             |
| Ballymacoda Bay                                                    |                                  |         | IE0004023 | Cork                                            | 586,23     | ⊙    |             |
| South Dublin Bay and River Tolka Estuary                           | South Dublin Bay                 |         | IE0004024 | Dublin                                          | 2193,17    | ⊙    |             |
| Malahide Estuary                                                   | Malahide Estuary                 |         | IE0004025 | Dublin                                          | 764,63     | ⊙    |             |
| Dundalk Bay                                                        | Dundalk Bay                      |         | IE0004026 | Louth                                           | 13237,9    | ⊙    |             |
| Tramore Back Strand                                                | Tramore Dunes and Backstrand     |         | IE0004027 | Waterford                                       | 675,68     | ⊙    |             |
| Blackwater Estuary                                                 |                                  |         | IE0004028 | Cork, Waterford                                 | 869,8      | ⊙    |             |
| Castlemaine Harbour                                                | Castlemaine Harbour              |         | IE0004029 | Kerry                                           | 12397,41   | ⊙    |             |
| Cork Harbour                                                       | Cork Harbour                     |         | IE0004030 | Cork                                            | 2660,27    | ⊙    |             |
| Inner Galway Bay                                                   | Galway Bay                       |         | IE0004031 | Galway, Clare                                   | 13261,57   | ⊙    |             |
| Dungarvan Harbour                                                  | Dungarvan Harbour                |         | IE0004032 | Waterford                                       | 2221,51    | ⊙    |             |
| Bannow Bay                                                         |                                  |         | IE0004033 | Wexford                                         | 1363,32    | ⊙    |             |
| Trawbreaga Bay                                                     | Mouth of Trawbreaga Bay          |         | IE0004034 | Donegal                                         | 1549,16    | ⊙    |             |
| Cummeen Strand                                                     |                                  |         | IE0004035 | Sligo                                           | 1731,69    | ⊙    |             |
| Killala Bay/Moy Estuary                                            | Killala Bay                      |         | IE0004036 | Mayo, Sligo                                     | 3202,02    | ⊙    |             |
| Blacksod Bay/Broad Haven                                           | Blacksod Bay                     |         | IE0004037 | Mayo                                            | 8535,68    | ⊙    |             |
| Killarney National Park                                            | Lakes of Killarney               |         | IE0004038 | Kerry                                           | 10328,14   | ⊙    |             |
| Derryveagh and Glendowan Mountains                                 | Derryveagh                       |         | IE0004039 | Donegal                                         | 31483,23   | ⊙    |             |
| Wicklow Mountains                                                  | Wicklow Mountains                |         | IE0004040 | Wicklow, Dublin                                 | 30014,31   | ⊙    |             |
| Ballyallia Lake                                                    |                                  |         | IE0004041 | Clare                                           | 140,73     | ⊙    |             |
| Lough Corrib                                                       | Lough Corrib                     |         | IE0004042 | Galway, Mayo                                    | 18623,94   | ⊙    |             |
| Lough Derravaragh                                                  |                                  |         | IE0004043 | Westmeath                                       | 1130,09    | ⊙    |             |
| Lough Ennell                                                       | Lough Ennell                     |         | IE0004044 | Westmeath                                       | 1397,66    | ⊙    |             |
| Glen Lough                                                         |                                  |         | IE0004045 | Longford, Westmeath                             | 82,27      | ⊙    |             |
| Lough Iron                                                         |                                  |         | IE0004046 | Westmeath                                       | 933,35     | ⊙    |             |
| Lough Owel                                                         | Lough Owel                       |         | IE0004047 | Westmeath                                       | 1118,64    | ⊙    |             |
| Lough Gara                                                         | Lough Gara                       |         | IE0004048 | Roscommon                                       | 1689,78    | ⊙    |             |
| Lough Oughter Complex                                              | Lough Oughter                    |         | IE0004049 | Cavan                                           | 1972,94    | ⊙    |             |
| Lough Arrow                                                        | Lough Arrow                      |         | IE0004050 | Roscommon, Sligo                                | 1337,91    | ⊙    |             |
| Lough Carra                                                        | Lough Carra                      |         | IE0004051 | Mayo                                            | 1760,27    | ⊙    |             |
| Carrowmore Lake                                                    | Carrowmore Lake                  |         | IE0004052 | Mayo                                            | 965,52     | ⊙    |             |
| Lough Cutra                                                        | Lough Cutra                      |         | IE0004056 | Galway                                          | 386,72     | ⊙    |             |
| Lough Derg (Donegal)                                               | Lough Derg                       |         | IE0004057 | Donegal                                         | 889,88     | ⊙    |             |
| Lough Derg (Shannon)                                               | Lough Derg                       |         | IE0004058 | Galway, Clare, Tipperary                        | 12709,47   | ⊙    |             |
| Lough Fern                                                         |                                  |         | IE0004060 | Donegal                                         | 299,91     | ⊙    |             |
| Lough Kinale and Derragh Lough                                     | Lough Kinale                     |         | IE0004061 | Longford, Westmeath, Cavan                      | 287,8      | ⊙    |             |
| Lough Mask                                                         | Lough Mask                       |         | IE0004062 | Galway, Mayo                                    | 8735,65    | ⊙    |             |
| Poulaphouca Reservoir                                              | Poulaphouca Reservoir            |         | IE0004063 | Kildare, Wicklow                                | 2009,5     | ⊙    |             |
| Lough Ree                                                          | Lough Ree                        |         | IE0004064 | Roscommon, Longford, Westmeath                  | 12347,98   | ⊙    |             |
| Lough Sheelin                                                      | Lough Sheelin                    |         | IE0004065 | Cavan, Meath, Westmeath                         | 1900,92    | ⊙    |             |
| The Bull and The Cow Rocks                                         |                                  |         | IE0004066 | Cork                                            | 380,12     | ⊙    |             |
| Inishmurray                                                        | Inishmurray                      |         | IE0004068 | Sligo                                           | 234,66     | ⊙    |             |
| Lambay Island                                                      | Lambay Island                    |         | IE0004069 | Dublin                                          | 599,3      | ⊙    |             |
| Stags of Broad Haven                                               | Stags of Broad Haven             |         | IE0004072 | Mayo                                            | 136,38     | ⊙    |             |
| Tory Island                                                        | Tory Island coast                |         | IE0004073 | Donegal                                         | 570,77     | ⊙    |             |
| Illanmaster                                                        |                                  |         | IE0004074 | Mayo                                            | 164,94     | ⊙    |             |
| Lough Swilly                                                       | Lough Swilly                     |         | IE0004075 | Donegal                                         | 8559,56    | ⊙    |             |
| Wexford Harbour and Slobs                                          | Wexford Harbour                  |         | IE0004076 | Wexford                                         | 5979,34    | ⊙    |             |
| River Shannon and River Fergus Estuaries                           | River Fergus Estuary             |         | IE0004077 | Clare, Kerry, Limerick                          | 32237,6    | ⊙    |             |
| Carlingford Lough                                                  | Carlingford Lough                |         | IE0004078 | Louth                                           | 595,12     | ⊙    |             |
| Boyne Estuary                                                      | Boyne Estuary                    |         | IE0004080 | Louth, Meath                                    | 593,43     | ⊙    |             |
| Clonakilty Bay                                                     | Clonakilty Bay                   |         | IE0004081 | Cork                                            | 507,76     | ⊙    |             |
| Greers Isle                                                        |                                  |         | IE0004082 | Donegal                                         | 19,13      | ⊙    |             |
| Inishbofin, Inishdooey and Inishbeg                                | Inishbofin                       |         | IE0004083 | Donegal                                         | 601,17     | ⊙    |             |
| Inishglora and Inishkeeragh                                        | Inishglora                       |         | IE0004084 | Mayo                                            | 381,89     | ⊙    |             |
| River Little Brosna Callows                                        |                                  |         | IE0004086 | Offaly, Tipperary                               | 1100,92    | ⊙    |             |
| Lough Foyle                                                        | Lough Foyle                      |         | IE0004087 | Donegal                                         | 587,67     | ⊙    |             |
| Rahasane Turlough                                                  |                                  |         | IE0004089 | Galway                                          | 372,3      | ⊙    |             |
| Sheskinmore Lough                                                  |                                  |         | IE0004090 | Donegal                                         | 563,04     | ⊙    |             |
| Stabannan-Braganstown                                              |                                  |         | IE0004091 | Louth                                           | 251,89     | ⊙    |             |
| Tacumshin Lake                                                     |                                  |         | IE0004092 | Wexford                                         | 476,17     | ⊙    |             |
| Termoncarragh Lake and Annagh Machair                              |                                  |         | IE0004093 | Mayo                                            | 405,98     | ⊙    |             |
| Blackwater Callows                                                 |                                  |         | IE0004094 | Cork, Waterford                                 | 1037,73    | ⊙    |             |
| Kilcolman Bog                                                      |                                  |         | IE0004095 | Cork                                            | 56,71      | ⊙    |             |
| Middle Shannon Callows                                             |                                  |         | IE0004096 | Galway, Roscommon, Offaly, Westmeath, Tipperary | 5814,85    | ⊙    |             |
| River Suck Callows                                                 |                                  |         | IE0004097 | Galway, Roscommon                               | 3182,03    | ⊙    |             |
| Owenduff/Nephin Complex                                            | Lough Conn and Nephin            |         | IE0004098 | Mayo                                            | 25692,83   | ⊙    |             |
| Pettigo Plateau                                                    |                                  |         | IE0004099 | Donegal                                         | 691,28     | ⊙    |             |
| Inishtrahull                                                       | Inishtrahull                     |         | IE0004100 | Donegal                                         | 474,24     | ⊙    |             |
| Ballykenny-Fisherstown Bog                                         |                                  |         | IE0004101 | RoscommonLongford                               | 1355,67    | ⊙    |             |
| Garriskil Bog                                                      |                                  |         | IE0004102 | Westmeath                                       | 324,11     | ⊙    |             |
| All Saints Bog                                                     |                                  |         | IE0004103 | Offaly                                          | 322,64     | ⊙    |             |
| Bellanagare Bog                                                    |                                  |         | IE0004105 | Roscommon                                       | 1233,78    | ⊙    |             |
| Coole-Garryland Complex                                            | Coole Park                       |         | IE0004107 | Galway                                          | 519,95     | ⊙    |             |
| Eirk Bog                                                           | Eirk Bog                         |         | IE0004108 | Kerry                                           | 13,23      | ⊙    |             |
| The Gearagh                                                        | The Gearagh                      |         | IE0004109 | Cork                                            | 322,58     | ⊙    |             |
| Lough Nillan Bog                                                   |                                  |         | IE0004110 | Donegal                                         | 4114,34    | ⊙    |             |
| Duvillaun Islands                                                  |                                  |         | IE0004111 | Mayo                                            | 529,8      | ⊙    |             |
| Howth Head Coast                                                   | Howth Head                       |         | IE0004113 | Dublin                                          | 207,73     | ⊙    |             |
| Illaunonearaun                                                     |                                  |         | IE0004114 | Clare                                           | 45,95      | ⊙    |             |
| Inishduff                                                          |                                  |         | IE0004115 | Donegal                                         | 46,48      | ⊙    |             |
| Inishkeel                                                          | Inishkeel                        |         | IE0004116 | Donegal                                         | 124,41     | ⊙    |             |
| Ireland's Eye                                                      | Beach on Ireland's Eye           |         | IE0004117 | Dublin                                          | 214,43     | ⊙    |             |
| Keeragh Islands                                                    | Keeragh Islands                  |         | IE0004118 | Wexford                                         | 80         | ⊙    |             |
| Loop Head                                                          | Loop Head                        |         | IE0004119 | Clare                                           | 377        | ⊙    |             |
| Rathlin O’Birne Island                                             | Rathlin O’Birne Island           |         | IE0004120 | Donegal                                         | 153,55     | ⊙    |             |
| Roaninish                                                          |                                  |         | IE0004121 | Donegal                                         | 145,76     | ⊙    |             |
| Skerries Islands                                                   |                                  |         | IE0004122 | Dublin                                          | 217,12     | ⊙    |             |
| Sovereign Islands, Sovereign Islands                               |                                  |         | IE0004124 | Cork                                            | 28,07,2022 | ⊙    |             |
| Magharee Islands                                                   | Magharee Islands                 |         | IE0004125 | Kerry                                           | 416,92     | ⊙    |             |
| Wicklow Head                                                       | View of Wicklow and Wicklow Head |         | IE0004127 | Wicklow                                         | 195,05     | ⊙    |             |
| Ballysadare Bay                                                    | Ballysadare Bay                  |         | IE0004129 | Sligo                                           | 2129,06    | ⊙    |             |
| Illancrone and Inishkeeragh                                        | Inishkeeragh                     |         | IE0004132 | Donegal                                         | 419,4      | ⊙    |             |
| Aughris Head                                                       | Aughris Head                     |         | IE0004133 | Sligo                                           | 54,8       | ⊙    |             |
| Lough Rea                                                          | Lough Rea                        |         | IE0004134 | Galway                                          | 365,41     | ⊙    |             |
| Ardboline Island and Horse Island                                  | Horse Island                     |         | IE0004135 | Sligo                                           | 148,29     | ⊙    |             |
| Clare Island                                                       | Clare Island                     |         | IE0004136 | Mayo                                            | 1005,74    | ⊙    |             |
| Dovegrove Callows                                                  |                                  |         | IE0004137 | Offaly                                          | 124,51     | ⊙    |             |
| Lough Croan Turlough                                               |                                  |         | IE0004139 | Roscommon                                       | 151,26     | ⊙    |             |
| Four Roads Turlough                                                |                                  |         | IE0004140 | Roscommon                                       | 99,6       | ⊙    |             |
| Cregganna Marsh                                                    |                                  |         | IE0004142 | Galway                                          | 167,86     | ⊙    |             |
| Cahore Marshes                                                     |                                  |         | IE0004143 | Wexford                                         | 191,52     | ⊙    |             |
| High Island, Inishshark and Davillaun                              | Inishshark                       |         | IE0004144 | Galway                                          | 1216,95    | ⊙    |             |
| Durnesh Lough                                                      | Durnesh Lough                    |         | IE0004145 | Donegal                                         | 144,41     | ⊙    |             |
| Malin Head                                                         | Malin head coast                 |         | IE0004146 | Donegal                                         | 281,07     | ⊙    |             |
| Fanad Head                                                         | Fanad Head                       |         | IE0004148 | Donegal                                         | 136,07     | ⊙    |             |
| Falcarragh to Meenlaragh                                           | Falcarragh                       |         | IE0004149 | Donegal                                         | 302,86     | ⊙    |             |
| Donegal Coast                                                      |                                  |         | IE0004150 | Donegal                                         | 3376,56    | ⊙    |             |
| Donegal Bay                                                        | Donegal Bay                      |         | IE0004151 | Donegal                                         | 10455,87   | ⊙    |             |
| Inishmore                                                          | Inishmore                        |         | IE0004152 | Galway                                          | 1917,63    | ⊙    |             |
| Dingle Peninsula                                                   | Dingle Peninsula                 |         | IE0004153 | Kerry                                           | 4153,23    | ⊙    |             |
| Iveragh Peninsula                                                  | Iveragh Peninsula                |         | IE0004154 | Kerry                                           | 3486,97    | ⊙    |             |
| Beara Peninsula                                                    |                                  |         | IE0004155 | Cork                                            | 2612,08    | ⊙    |             |
| Sheep's Head to Toe Head                                           | Sheep's Head                     |         | IE0004156 | Cork                                            | 2500,11    | ⊙    |             |
| River Nanny Estuary and Shore                                      | Mouth of the River Nanny         |         | IE0004158 | Meath                                           | 229,68     | ⊙    |             |
| Slyne Head to Ardmore Point Islands                                |                                  |         | IE0004159 | Galway                                          | 3377,68    | ⊙    |             |
| Slieve Bloom Mountains                                             |                                  |         | IE0004160 | Laois, Offaly                                   | 21774,46   | ⊙    |             |
| Stack's to Mullaghareirk Mountains, Limerick Hills and Mount Eagle |                                  |         | IE0004161 | Cork, Kerry, Limerick                           | 56648,85   | ⊙    |             |
| Mullaghanish to Musheramore Mountains                              | Mullaghanish from Foilanomera    |         | IE0004162 | Cork                                            | 4975,63    | ⊙    |             |
| Slieve Felim to Silvermines Mountains                              | Keeper Hill                      |         | IE0004165 | Limerick, Tipperary                             | 20913,05   | ⊙    |             |
| Slieve Beagh                                                       | Bragan Townland                  |         | IE0004167 | Monaghan                                        | 3455,35    | ⊙    |             |
| Slieve Aughty Mountains                                            |                                  |         | IE0004168 | Galway, Clare                                   | 59457,16   | ⊙    |             |
| Cruagh Island                                                      |                                  |         | IE0004170 | Galway                                          | 292,44     | ⊙    |             |
| Dalkey Islands                                                     | Goats at Dalkey Island           |         | IE0004172 | Dublin                                          | 83,04      | ⊙    |             |
| Deenish Island and Scariff Island                                  | Scariff and Deenish Islands      |         | IE0004175 | Kerry                                           | 845,35     | ⊙    |             |
| Bills Rocks                                                        | Bills Rocks                      |         | IE0004177 | Mayo                                            | 149,66     | ⊙    |             |
| Connemara Bog Complex                                              | Connemara Bog                    |         | IE0004181 | Galway                                          | 19201,5    | ⊙    |             |
| Clare Coast                                                        |                                  |         | IE0004182 | Clare                                           | 4638,65    | ⊙    |             |
| The Murrough                                                       |                                  |         | IE0004186 | Wicklow                                         | 940,78     | ⊙    |             |
| Leitrim Uplands                                                    |                                  |         | IE0004187 | Leitrim, Sligo                                  | 1733,55    | ⊙    |             |
| Tralee Bay Complex                                                 | Tralee Bay                       |         | IE0004188 | Kerry                                           | 3655,61    | ⊙    |             |
| Kerry Head                                                         | Kerry Head                       |         | IE0004189 | Kerry                                           | 961,84     | ⊙    |             |
| Galley Head to Duneen Point                                        | Galley Head, Rosscarbery Bay     |         | IE0004190 | Cork                                            | 416,1      | ⊙    |             |
| Seven Heads                                                        |                                  |         | IE0004191 | Cork                                            | 446,85     | ⊙    |             |
| Helvick Head to Ballyquin                                          | Helvick Head                     |         | IE0004192 | Waterford                                       | 784,32     | ⊙    |             |
| Waterford Coast                                                    |                                  |         | IE0004193 | Waterford                                       | 937,06     | ⊙    |             |
| Horn Head to Fanad Head                                            | Horn Head cliffs                 |         | IE0004194 | Donegal                                         | 2385,34    | ⊙    |             |
| Cross Lough (Killadoon)                                            | Cross Lough                      |         | IE0004212 | Mayo                                            | 26,74      | ⊙    |             |
| Courtmacsherry Bay                                                 | Courtmacsherry Bay               |         | IE0004219 | Cork                                            | 1298,71    | ⊙    |             |
| Corofin Wetlands                                                   |                                  |         | IE0004220 | Clare                                           | 599,86     | ⊙    |             |
| Illaunnanoon                                                       |                                  |         | IE0004221 | Galway                                          | 19,78      | ⊙    |             |
| Mullet Peninsula                                                   | Mullet Peninsula                 |         | IE0004227 | Mayo                                            | 325,55     | ⊙    |             |
| Lough Conn and Lough Cullin                                        | Lough Conn                       |         | IE0004228 | Mayo                                            | 6457,58    | ⊙    |             |
| Donegal Islands                                                    |                                  |         | IE0004230 | Donegal                                         | 1128,8     | ⊙    |             |
| Inishbofin, Omey Island and Turbot Island                          | Inishbofin                       |         | IE0004231 | Galway                                          | 171,47     | ⊙    |             |
| River Boyne and River Blackwater                                   | River Boyne                      |         | IE0004232 | Louth, Meath, Westmeath                         | 460,14     | ⊙    |             |
| River Boyne and River Blackwater                                   |                                  |         | IE0004232 | Cavan                                           | 460,14     | ⊙    |             |
| River Nore                                                         | River Nore                       |         | IE0004233 | Kilkenny, Laois                                 | 414,57     | ⊙    |             |
| Ballintemple and Ballygilgan                                       | Ballygilgan                      |         | IE0004234 | Sligo                                           | 235,41     | ⊙    |             |
| Doogort Machair                                                    |                                  |         | IE0004235 | Mayo                                            | 116,43     | ⊙    |             |